# Trydarssus pantherinus
Trydarssus pantherinus là một loài nhện trong họ Salticidae.
Loài này thuộc chi Trydarssus. Trydarssus pantherinus được Cândido Firmino de Mello-Leitão miêu tả năm 1946.